# Ljusnedals kyrka
Ljusnedals kyrka är en kyrkobyggnad som tillhör Tännäs-Ljusnedals församling i Härnösands stift. Kyrkan ligger i samhället Ljusnedal i Härjedalens kommun.

## Kyrkobyggnaden
Träkyrkan uppfördes 1796 för Ljusnedals bruks räkning och ersatte en äldre kyrka från 1757. 1902 renoverades kyrkan. 1987 installerades elektrisk belysning. En orgel skall 1880 byggts av E. A. Setterquist & Son, Örebro med 6 stämmor och 1 manual.

### Bilder

Ljusnedals kyrka i februari 1995.

## Inventarier
- Altartavlan är målad av konstnären Sven Linnborg och tillkom vid renoveringen 1902. Motivet är Jesu korsfästelse
- En svit målningar, som tillkom vid renoveringen 1902, är utförda av Erik Wallin, Sveg. Motiven är Jesu liv, undervisning, död och uppståndelse.

### Webbkällor
- Tännäs-Ljusnedals församling
- Härnösands Stifts Herdaminne av L. Bygdén